# Veleka

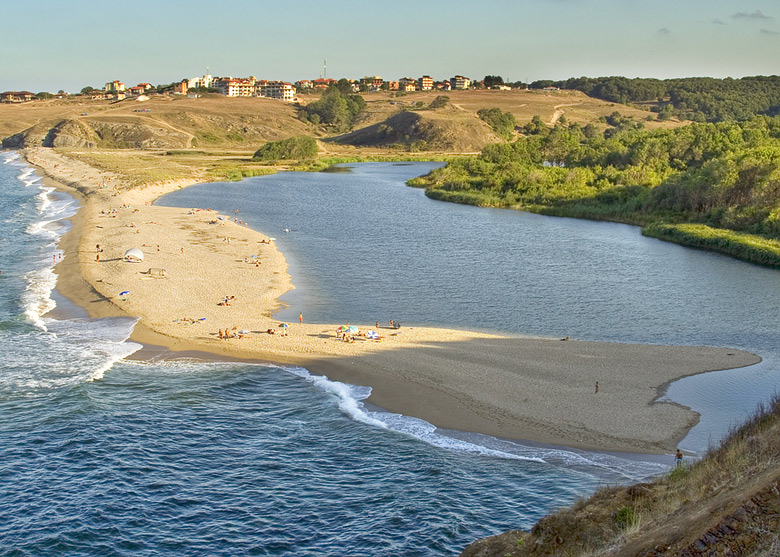
Estuarul Veleka. Deriva longshore a dus la depunerea sedimentelor, ceea ce a dus la formarea unui cordon litoral. Sinemorets, Bulgaria

Veleka (în bulgară Велека, în turcă Kocadere, pronunțat pronunție în turcă [koˈd͡ʒadeɾe]) este un râu din sud-estul Bulgariei (regiunea Burgas), precum și din nord-estul Turciei europene. Este 147 km lungime, din care 108 km în Bulgaria și 25 km în Turcia, și izvorăște din mai multe izvoare carstice din partea turcească a munților Strandja (İstranca), vărsându-se în Marea Neagră în satul bulgar Sinemoreț. Râul este situat în Parcul Natural Strandja.
Lățimea râului aproape de gura de vărsare este între 8 la 10 m și adâncimea sa variază de la 2 la 4 m. La gurile de vărsare propriu-zise, Veleka are 50 m lățime și 7–8 m adâncime, revărsându-se puțin înainte de a face o cotitură și a se vărsa în mare.
Apele Velekăi sunt bogate în floră și faună, fiind prezente peste 30 de specii de pești de apă dulce, cea mai frecventă fiind cleanul. Cinci specii de animale pe cale de dispariție trăiesc în râu, precum și plante regionale importante.